# Lange Pfeffermuschel
Die Lange Pfeffermuschel (Abra prismatica) ist eine Muschelart aus der Familie der Pfeffermuscheln (Semelidae). Sie kommt auch in der Nordsee vor.

## Merkmale
Das abgeflachte Gehäuse ist gleichklappig und wird bis 26 Millimeter lang. Es ist im Umriss länglich-eiförmig und hat ein Breite-/Höhe-Verhältnis von 2,1. Es ist deutlich ungleichseitig, denn die Wirbel sitzen in der hinteren Gehäusehälfte (bei etwa 40 % der Gehäuselänge). Der hintere Dorsalrand ist kurz und gibt dem hinteren Gehäuserand ein fast schnablartiges Aussehen. Der vordere Dorsalrand ist lang und fast gerade; er geht in den gerundeten Vorderrand über. Der Ventralrand ist vergleichsweise weit gerundet. Das Gehäuse klafft am Hinterende. Das Ligament liegt sowohl extern wie auch intern. Das externe Ligament ist ein kleines braunes Band hinter den Wirbeln. Das interne Ligament sitzt in einem kleinen, länglichen Chondrophor. Das Schloss besitzt in der linken Klappe einen kleinen Kardinalzahn auf sowie einen sehr schwachen vorderen und hinteren Lateralzahn. In der rechten Klappe sind zwei Kardinalzähne und je ein schwacher vorderer und hinterer Lateralzahn ausgebildet. Es sind zwei Schließmuskeln vorhanden. Die Mantelbucht ist nicht besonders tief im Verhältnis zur Länge.
Die weißliche Schale ist dünnwandig und zerbrechlich. Auf der Oberfläche sind feine konzentrische Linien vorhanden. Das Periostracum ist ein dünner, hellbrauner und glänzender bzw. irisierender Überzug. Der Name prismatica leitet sich davon ab. Der innere Gehäuserand ist glatt.

### Ähnliche Arten
Die Lange Pfeffermuschel ähnelt der Glänzenden Pfeffermuschel (Abra nitida), ist aber länger und schlanker (größeres Länge-/Höhe-Verhältnis), und die Wirbel sitzen etwas weiter hinten.

## Geographische Verbreitung und Lebensraum
Das Verbreitungsgebiet zieht sich von Island, dem nördlichen Norwegen und der Barentssee entlang der ostatlantischen Küsten bis Marokko. Sie kommt auch im Mittelmeer und in der Nordsee vor.
Sie lebt in sandigen oder schlammig-sandigen Böden von der Niedrigwasserlinie bis in etwa 400 Meter Wassertiefe.

## Taxonomie
Die Art wurde 1808 von George Montagu als Ligula prismatica erstmals wissenschaftlich beschrieben. Die Zugehörigkeit zur Gattung Abra Lamarck, 1818 wird nicht in Frage gestellt. MolluscaBase listet sechs Synonyme: Abra fragilis Risso, 1826, Abra milaschevichi Nevesskaja, 1963, Erycina aradae Biondi, 1859, Psammotaea striata O. G. Costa, 1830 und Syndesmya fragilis Milachewitsch, 1916.

## Belege

### Online
- Marine Bivalve Shells of the British Isles: Abra prismatica (Montagu, 1808) (Website des National Museum Wales, Department of Natural Sciences, Cardiff)